# Skaltjärnen (Hede socken, Härjedalen, 692796-139036)
Skaltjärnen är en sjö i Härjedalens kommun i Härjedalen och ingår i Ljusnans huvudavrinningsområde.